# Kauno marios
Kauno marios este o arie protejată (arie specială de conservare — SAC, sit de importanță comunitară — SCI) din Lituania întinsă pe o suprafață de 9.027 ha, integral pe uscat.

## Localizare
Centrul sitului Kauno marios este situat la coordonatele 54°51′21″N 24°08′19″E / 54.8558°N 24.1386°E.

## Înființare
Situl Kauno marios a fost declarat sit de importanță comunitară în aprilie 2004 pentru a proteja 10 specii de animale. Situl a fost protejat și ca arie specială de conservare în iunie 2021.

## Biodiversitate
Situată în ecoregiunea boreală, aria protejată conține 18 habitate naturale: Lacuri și iazuri distrofice naturale, Formațiuni de Juniperus communis pe lande sau pajiști calcaroase, Pajiști uscate seminaturale și facies de acoperire cu tufișuri pe substraturi calcaroase (Festuco-Brometalia) (* situri importante pentru orhidee), Pajiști fino-scandinave uscate până la mezice, bogate în specii de altitudine mică, Pajiști cu Molinia pe soluri calcaroase, turboase sau argilos-nămoloase (Molinion caeruleae), Pajiști aluvionare boreale nordice, Fânețe de joasă altitudine (Alopecurus pratensis, Sanguisorba officinalis), Izvoare petrifiante cu formare de travertin (Cratoneurion), Pante stâncoase silicioase cu vegetație casmofită, Taiga vestică, Păduri caducifoliate bătrâne naturale hemiboreale fino-scandinave (Quercus, Tilia, Acer, Fraxinus sau Ulmus) bogate în specii epifite, Păduri fino-scandinave bogate în ierburi cu Picea abies, Pășuni din zone de pădure fino-scandinave, Păduri caducifoliate de mlaștină fino-scandinave, Păduri de stejar sau de stejar și carpen sub-atlantice și medio-europene de Carpinion betuli, Păduri pe pante, grohotișuri și ravene de Tilio-Acerion, Mlaștini împădurite, Păduri aluvionare cu Alnus glutinosa și Fraxinus excelsior (Alno-Padion, Alnion incanae, Salicion albae).
La baza desemnării sitului se află mai multe specii protejate:
- mamifere (2): vidră de râu (Lutra lutra), liliac de iaz (Myotis dasycneme)
- nevertebrate (5): Cucujus cinnaberinus, fluturele auriu (Euphydryas aurinia), libelule (Leucorrhinia pectoralis), fluturele purpuriu (Lycaena dispar), Osmoderma eremita
- pești (3): avat (Aspius aspius), zvârluga (Cobitis taenia), boarță (Rhodeus amarus)

Pe lângă speciile protejate, pe teritoriul sitului au mai fost identificate 4 specii de plante, 26 de specii de păsări.